# Julkort

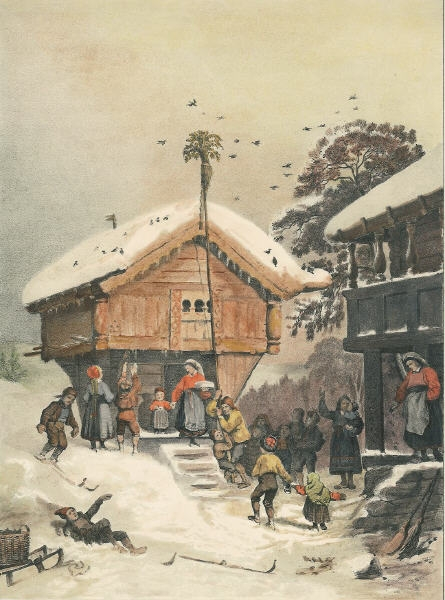
Den norska konstnären Adolph Tidemands målning "Norsk juleskik" från 1846.

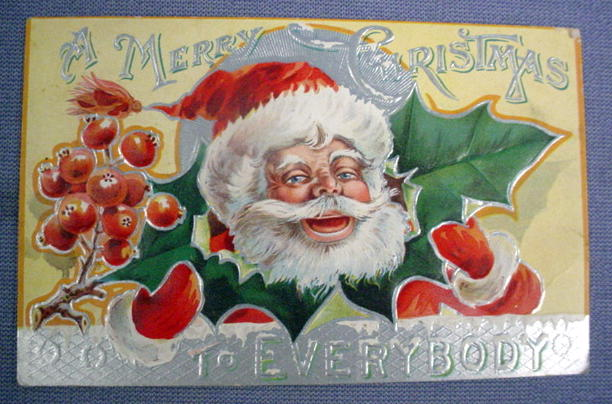
Engelskspråkigt julkort från okänt datum.

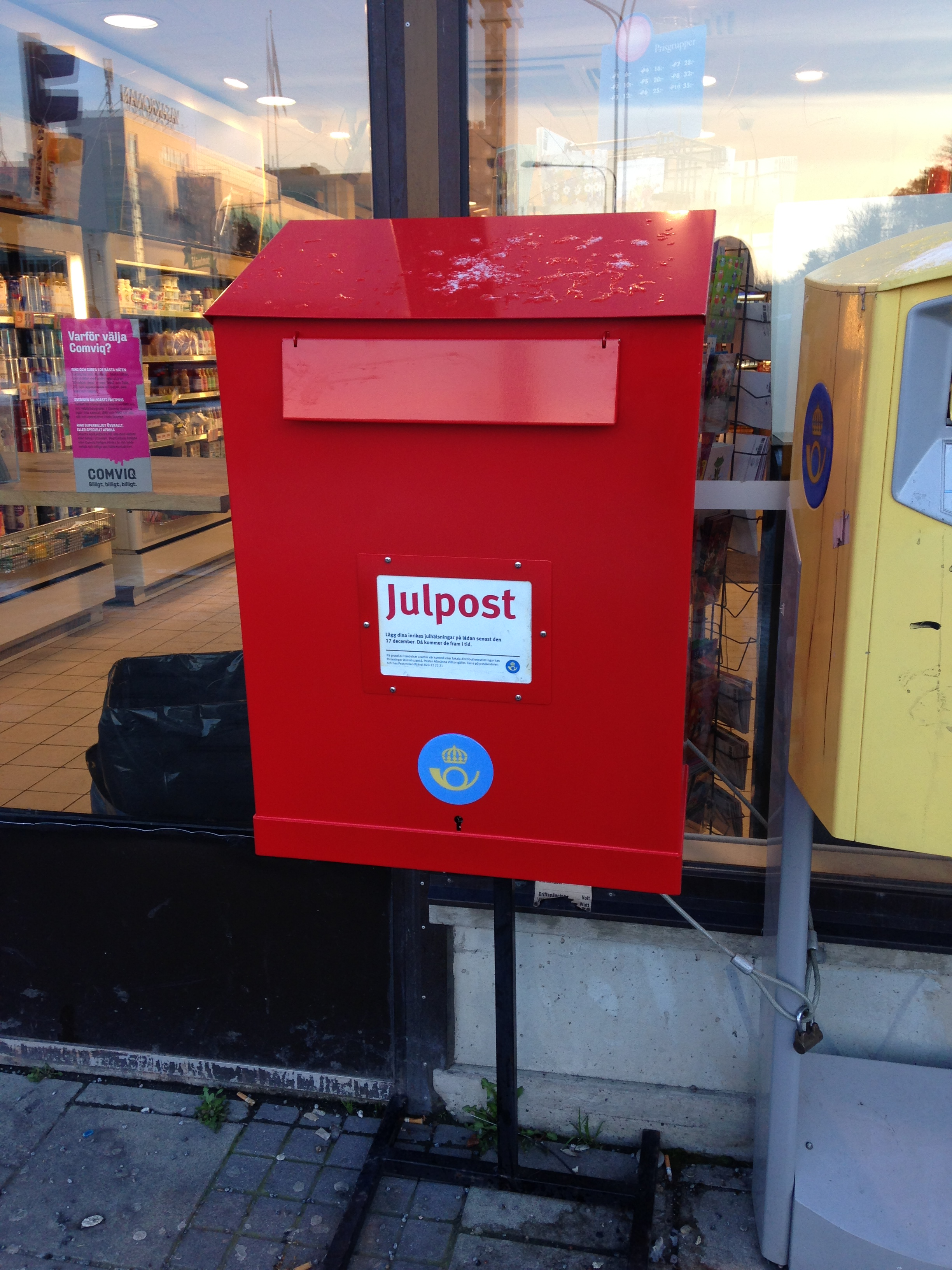
En av Postens röda brevlådor för julpost, Stockholm, 2013

Julkort är postkort med julmotiv som skickas till släkt, vänner och bekanta vid juletid. Julkort frankeras ofta med särskilda julfrimärken, som är något billigare än vanliga frimärken, men som medför att leveransen kan ta några extra dagar.

## Motiv
Motivet på julkort är oftast jultomte, ljus, julgran, hus omgivet av snö, kyrka eller Jesusbarnet.
I Sverige började man skicka julkort i slutet av 1800-talet. Både influenser och kort kom till Sverige från Danmark och Tyskland. Då kunde det stå Fridfull jul, Fröjdefull jul och Glad jul på korten. Nu är det vanligast med God jul. 
År 2009 skickades nästan 40 miljoner julkort i Sverige. År 2018 var antalet 16,5 miljoner.

## Historia
Britten John Callcott Horsley gjorde 1843 det första julkortet, med texten "A Merry Christmas and a Happy New Year to You.”
1875 började tyskfödde Louis Prang i USA att massproducera julkort.
Bruket att skicka julhälsningar på kolorerade vykort spred sig snart både till USA och via Tyskland och Danmark till Sverige. I Sverige blev det populärt att skicka julkort i slutet av 1800-talet och traditionen är fortfarande mycket populär. Från början importerade man i Sverige julkort från Tyskland och England. Motiven visade då främmande jultraditioner som julgran, jultomte och julklappar till barnen, och snart kom dessa företeelser att inlemmas även i de svenska traditionerna.
Tomten på de importerade julkorten var ofta klädd likt en gruvarbetare, sannolikt med inspiration från Bröderna Grimms sagor. Den svenska tomten, vars ursprung var den ofta vresige hustomten, avbildades däremot klädd likt en bonde. Men snart skulle vår alldeles speciella svenska tomte få sitt utseende.
År 1890 startade Axel Eliasson sitt konstförlag med vykortsproduktion. Sju år senare gjorde han en beställning som kom att få den största betydelse för det svenska julkortet, liksom för bilden av den svenska julen. Det var av konstnären Jenny Nyström, som just kommit hem från Paris och som kom att ge oss bilden av den svenska jultomten, julklappar och julgran. Med tiden blev det kring 600 julkortsmotiv av Nyström som blev mycket populära. 
Andra kända svenska julkortskonstnärer är Elsa Beskow, John Bauer, Aina Stenberg-MasOlle och Curt Nyström. Många julkort har också skapats av Lars Carlsson, Ingrid Elf, Lennart Helje och Anders Olsson. Barbara Bunkes julkort för Unicef har sålts i närmare 100 miljoner runt om i världen.
Motiven har växlat genom åren. Grisar och änglar eller byar i snö har blivit mer ovanliga motiv. Patriotiska motiv förekom under världskrigen, till exempel vajade då ofta den svenska flaggan vid den lilla röda stugan på korten.